# Американская верховая лошадь

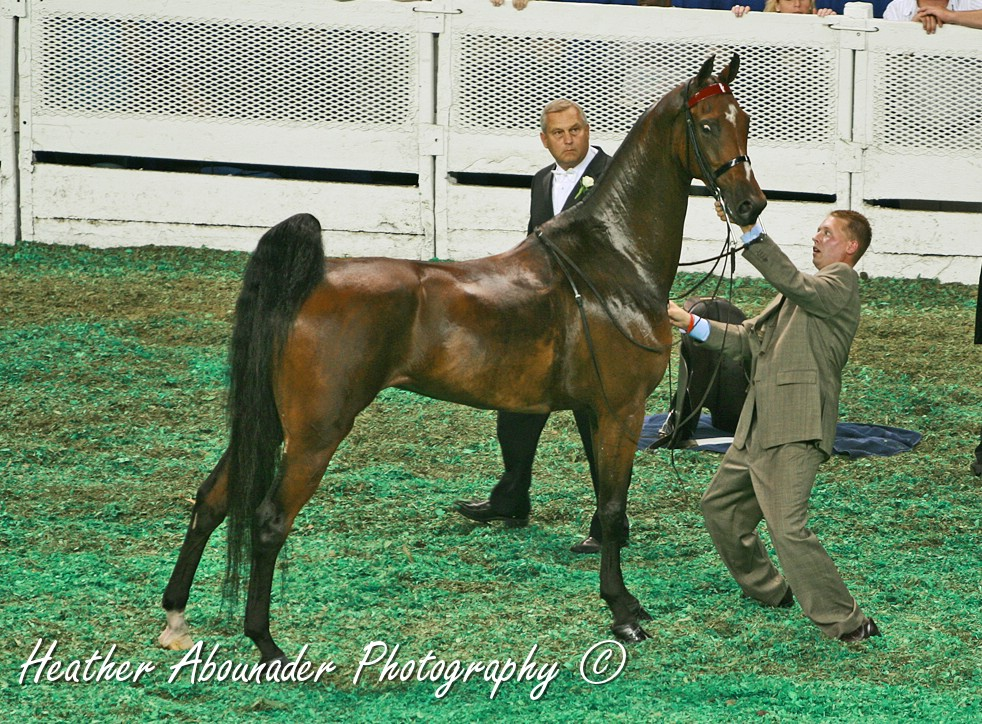

Америка́нская верхова́я (америка́нский саддлбре́д) — порода верховых лошадей, особенно популярная в США. Создана эта порода была колонистами южных штатов США от чистокровной верховой, нарраганзеттского иноходца, хакнэ, канадской верховой лошади и лошадей породы морган.
Создана в XIX веке от чистокровной верховой, нарраганзеттского иноходца, хакнэ, канадской верховой лошади и лошадей породы морган. Для лошадей этой породы характерен специфичный аллюр, называемый «рэк». Рэк представляет собой четырёхтактный аллюр на основе иноходи с коротким тактом, являющийся комфортным для всадника.
Лошадей этой породу широко используют в парадах, праздничных представлениях, в увеселительных катаниях. Ранее известна, как «кентуккийская верховая», так как она была выведена в окрестностях штата Кентукки. Использовалась во время Гражданской войны в США. В 1880-х была инициирована официальная регистрация породы. Чарльз Ф.Миллз стал первым, кто занялся составлением родословных и правил регистрации породы. Первое упоминание американской верховой лошади зафиксировано в 1776 году.

## Характеристики
Рост от 152 до 173 см, вес между 450 и 540 кг.
Обладает изящной головой с прямым носом, широко посаженными глазами и маленькими остроконечными ушами. Шея длинная и выгнутая, имеет выраженную холку и косое плечо. Спина короткая и сильная, хорошо обмускуленный круп, высоко посаженный хвост. Ноги ровные, высокие, крепкие, поставлены прямо.
Допускаются все масти, однако большинство лошадей рыжие, гнедые, пегие и вороные.
Лошади данной породы имеют несколько специфических наследственных заболеваний. Они склонны к лордозу, проблемам с позвоночником и заболеваниями верхних дыхательных путей.
Обладают высокой обучаемостью, быстро усваивают различные виды аллюра. Считается, что некоторые жеребята этой породы с рождения могут идти рэком (четырёхтактный аллюр на основе иноходи с коротким тактом), другие быстро ему обучаются.